# 川上牧丘林道
川上牧丘林道（かわかみまきおかりんどう）は、山梨県山梨市（旧牧丘町）から大弛峠を越え長野県川上村を結ぶ全長30キロを越える山岳林道。

## 概要
山梨県山梨市と長野県川上村を結び、全長は30キロを越える。最高地点の標高は2,360mであり、林道としては日本最高所。
山梨県側は舗装されているが、長野県側はガレ場続きのダート路。雨で大きくえぐられた路面や尖った石がごろごろした、急勾配つづらおりの険しいコースのため、乗用車で利用することは難しい。
三国峠を越える旧中津川林道とセットで林道走りでよく走破されるコースである。

## 規制
- 長野県側の正式名称は「川上村営林道村道秋山・川端下線」。通行規制は特別ないが、キャンプ施設以外のキャンプ野営は全て禁止である。
- 山梨県側の正式名称は「県営林道川上牧丘線」。「乗車人数が11人以上の車両」は通年通行止で、また時間雨量20ミリ以上の異常気象時も通行止となる。
- 秩父多摩甲斐国立公園エリア内である。一部が国立公園特別保護指定地域に指定されており、動植物や土の採取等が厳しく規制されている地域である。
- 通行可能時期は例年6月1日から11月30日までである。